# Захариева къща
Захариевата къща е къща в квартал „Вароша“ в Търговище, паметник на културата.
Построена е на два етажа през 1866 г. за стария местен търговски род Захариеви. Един от потомците е генерал Захари Захариев. Сградата е с два отделни крила с два отделни входа откъм двора. През 30-те години на XX век в къщата е разположен първият родилен дом в Търговище. Към средата на XX век в едното крило живее фамилията на Спас Николов, а в другото – общежитие. През 70-те години в къщата се настанява администрацията на Регионалния исторически музей.
Интериорът на къщата е богато окрасен със стенописи.
Разположена е в близост до Славейковото училище, Свещаровата къща и Хаджиангеловата къща.